# بروشانو
بروشانو (به ایتالیایی: Brusciano) یک کومونه در ایتالیا است که در استان ناپل واقع شده‌است.

## خصوصیات
بروشانو ۵ کیلومترمربع مساحت و ۱۵٬۹۱۹ نفر جمعیت دارد و ۲۷ متر بالاتر از سطح دریا واقع شده‌است.